# Станіслав Сопух
Станіслав Сопух Т. І. (пол. Stanisław Sopuch; 22 квітня 1869, Кожухув — 26 лютого 1941, Варшава) — польський церковний діяч, римо-католицький священник, єзуїт, педагог, проповідник, провінціал єзуїтів Галицької (1919—1926) і Великопольсько-Мазовецької провінції (1935—1938).

## Життєпис
На новіціят вступив 24 липня 1884 року в Старій Весі, у 1888—1891 роках вивчав філософію в Тернополі, потім у 1891—1894 роках був вихователем у науково-виховному закладі отців єзуїтів у Хирові. Богослов'я вивчав у Кракові в 1894—1897 роках і там також прийняв священниче рукоположення 4 липня 1897 року.
Займався організацією католицьких робітничих товариств. Продовжив цю діяльність також після переведення до Львова (1899) аж до вибору на настоятеля тамтешньої резиденції (1904), функції якого виконував до часу обрання його настоятелем львівського реколекційного дому (1908). У 1913 році знову вибраний настоятелем львівської резиденції. У часі Першої світової війни росіяни вивезли о. Сопуха до Києва. 1919 року обраний провінціалом Галицької провінції Товариства Ісуса. Ухвалив рішення про розширення діяльності єзуїтів на колишніх землях Речі Посполитої під російською і прусською займанщиною, у з в'язку з чим переніс провінційну резиденцію з Кракова до Варшави. Був кандидатом на примаса Польщі по смерті Едмунда Дальбора. Підтримав будівництво колегії Боболянум в Любліні.
У 1926 році поділив провінцію на дві: Малопольську і Великопольсько-Мазовецьку провінції, і склав із себе уряд провінціала. У цей період займався в основному проведенням реколекцій і народних місій, одночасно був настоятелем резиденції в Лодзі (1927——1931) та від 1928 до 1930 року парохом парафії Внебовзяття Пресвятої Богородиці в Лодзі. У 1935—1938 роках був провінціалом великопольським (збудував дім письменників у Варшаві). У 1938 році став настоятелем в Калішу. 5 вересня 1939 року був арештований німцями і ув'язнений в Калішу та Лодзі. Звільнений 13 жовтня 1940 року.
Помер у Варшаві 26 лютого 1941 року.